# Tavertet
Tavertet és un municipi de la comarca d'Osona, a la demarcació de Barcelona. Està situat al nord-est de la regió de l'Alt Ter. Limita al nord amb la regió natural del Collsacabra i al sud, amb les Guilleries.
El poble va estar aïllat i sense carretera fins ben entrada la segona meitat del segle xx. Això i l'espectacular entorn natural que l'envolta —frondosos boscos i cingleres— el proveeixen d'un encant molt especial. El nucli urbà constava inicialment de només tres carrers, que encara s'anomenen de la mateixa manera: "carrer de Dalt", "carrer del Mig" i "carrer de Baix". Els darrers 20 anys el poble ha crescut força, però ha sabut mantenir un bon equilibri estètic entre les antigues cases del 1700 - 1800 i les construccions més modernes.
El municipi és, també, un bon punt de partida per a excursions i passejades per a tots els nivells. La natura salvatge és per tot arreu i a ben poca distància del nucli urbà. Els torrents que baixen del Collsacabra, en arribar als cingles, es precipiten al buit, formant uns salts d'aigua impressionants. Els més propers al poble són els salts del Noguer i del Molí Bernat, al sot de Bala. Seguint la cinglera, trobarem més endavant la Cua de Cavall, al torrent de l’Avenc; i el Salt del Sallent, prop de Rupit.
Actualment, a la legislatura (2023-2027), l'alcalde n’és Albert Prado Olmos.
Fou el lloc de residència del pensador Raimon Panikkar, durant els últims anys de la seva vida.

## Geografia
- Llista de topònims de Tavertet (Orografia: muntanyes, serres, collades, indrets..; hidrografia: rius, fonts...; edificis: cases, masies, esglésies, etc).

| Entitat de població      | Habitants (2024) |
| Tavertet                 | 111              |
| Sant Bartomeu Sesgorgues | 20               |
| Font: Idescat            |                  |

## Demografia
| 1497 f | 1515 f | 1553 f | 1717 | 1787 | 1857 | 1877 | 1887 | 1900 | 1910 |
| ------ | ------ | ------ | ---- | ---- | ---- | ---- | ---- | ---- | ---- |
| 14     | 35     | 30     | 183  | 482  | 498  | 367  | 419  | 394  | 395  |

| 1920 | 1930 | 1940 | 1950 | 1960 | 1970 | 1981 | 1990 | 1992 | 1994 |
| ---- | ---- | ---- | ---- | ---- | ---- | ---- | ---- | ---- | ---- |
| 412  | 420  | 399  | 387  | 284  | 273  | 97   | 121  | 133  | 133  |

| 1996 | 1998 | 2000 | 2002 | 2004 | 2006 | 2008 | 2010 | 2012 | 2014 |
| ---- | ---- | ---- | ---- | ---- | ---- | ---- | ---- | ---- | ---- |
| 133  | 141  | 140  | 137  | 149  | 155  | 148  | 148  | 137  | 125  |

| 2016 | 2018 | 2020 | 2022 | 2024 | 2026 | 2028 | 2030 | 2032 | 2034 |
| ---- | ---- | ---- | ---- | ---- | ---- | ---- | ---- | ---- | ---- |
| 112  | 111  | 105  | 116  | 131  | -    | -    | -    | -    | -    |

## Llocs d'interès
- Museu de Tavertet[2]